# We Too Are One
We Too Are One è un album degli Eurythmics, pubblicato nel 1989.

## Accoglienza e successo commerciale
Quando è stato pubblicato nel 1989, l'album è andato dritto al numero uno nel Regno Unito, dove è stato certificato doppio disco di platino. Da esso hanno pubblicato quattro singoli, ognuno dei quali ha raggiunto la top 30 UK: Revival, Don't Ask Me Why, The King and Queen of America, e Angel.
Negli Stati Uniti, (My My) Baby's Gonna Cry è stato pubblicato come singolo, ma non è riuscito ad entrare in classifica.
Il 14 novembre 2005, SonyBMG riconfezionato e pubblicato back catalogue Eurythmics come Deluxe Edition ristampe, tra cui anche We Too Are One. La tracklist originale è stato integrato con bonus track e remix (vedi sotto).
Nonostante il ragionevole successo dei quattro singoli, nessuno di essi sono stati inclusi nel Greatest Hits del 2005 Ultimate Collection.

## Tracce
1. We Two Are One – 4:32 (Lennox, Stewart)
2. The King and Queen of America – 4:31 (Lennox, Stewart)
3. (My My) Baby's Gonna Cry – 4:54 (Lennox, Stewart)
4. Don't Ask Me Why – 4:21 (Lennox, Stewart)
5. Angel – 5:10 (Lennox, Stewart)
6. Revival – 4:06 (Lennox, Seymour, Stewart)
7. You Hurt Me (And I Hate You) – 4:23 (Lennox, Merchan, Stewart)
8. Sylvia – 4:44 (Lennox, Stewart)
9. How Long? – 4:41 (Lennox, Stewart)
10. When the Day Goes Down – 5:57 (Lennox, Stewart)

### Tracce bonus dell'edizione 2005
1. Precious – 3:36
2. See No Evil – 4:14
3. The King and Queen of America (Dance Remix) – 6:11
4. Angel (Choir Version) – 5:47
5. Last Night I Dreamt That Somebody Loved Me – 3:24 (Morrissey/Marr)

## Classifiche

### Classifiche settimanali
| Classifica (1989) | Posizione massima |
| ----------------- | ----------------- |
| Australia         | 7                 |
| Austria           | 20                |
| Canada            | 12                |
| Finlandia         | 7                 |
| Francia           | 11                |
| Germania          | 4                 |
| Italia            | 6                 |
| Norvegia          | 3                 |
| Nuova Zelanda     | 8                 |
| Paesi Bassi       | 18                |
| Regno Unito       | 1                 |
| Stati Uniti       | 34                |
| Svezia            | 1                 |
| Svizzera          | 2                 |

### Classifiche di fine anno
| Classifica (1989) | Posizione |
| ----------------- | --------- |
| Canada            | 60        |
| Italia            | 24        |
| Regno Unito       | 26        |